# مروحية عديمة دوار الذيل

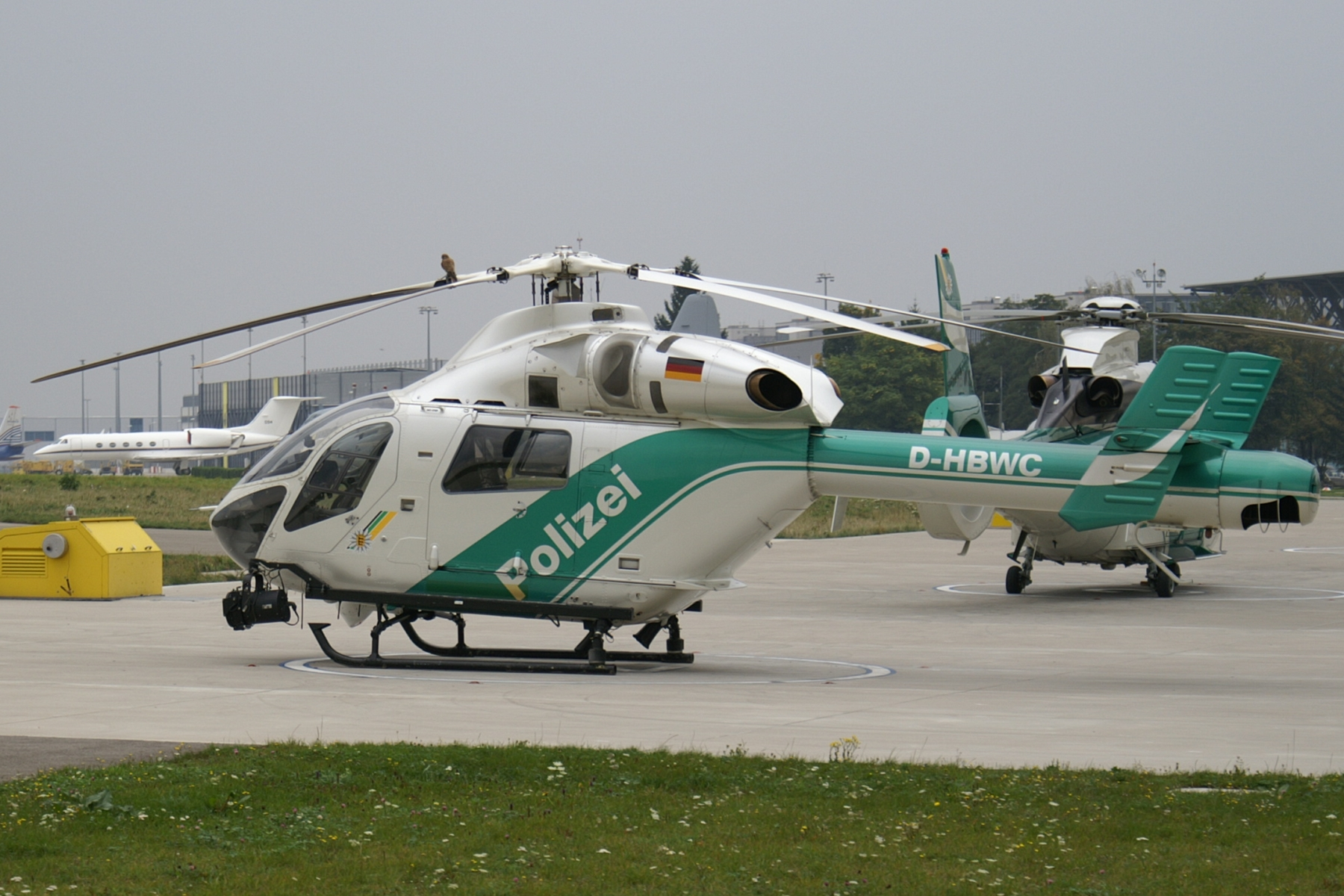
مروحية عديمة الذيل نوع ماكدونال دوغلاس تابعة للشرطة الألمانية

المروحية عديمة الذيل أو تسمى اختصاراً Notar  أو  نوتار NO TAil Rotor هي مروحية تستخدم نظام معاكس لعزم الدوران دون استخدام دوار خلفي، وهذا التصميم طورته شركة ماكدونال دوغلاس للمروحيات، يستغني فيه عن نظام الدوار الخلفي، فهو أقل إزعاجاً وأكثر أماناً بالتشغيل.

## التطوير
استخدام الهواء المباشر لإعطاء ثبات لعزم الدوران الخلفي كان قد تم استعماله كتجربة عام 1945 على مروحية بريطانية. لكن نظام نوتار تم تطويره عام 1975 بواسطة مهندسي شركة هيوز للمروحيات الذين بدؤوا العمل بتطبيق هذا المفهوم. وفي عام 1981 طارت أول مروحية وهي (OH-6A) مثبت بها نظام نوتار. وتلك المروحية كانت بتمويل من الجيش الأمريكي لنفس الشركة لتطوير تقنية نوتار، وهي الثانية التي بنتها هيوز للجيش الأمريكي. وتم عمل نسخة أكثر تطويرا وأثقل وزنا عام 1986 (بعد شراء ماكدونال دوغلاس لشركة هيوز).

## الفكرة

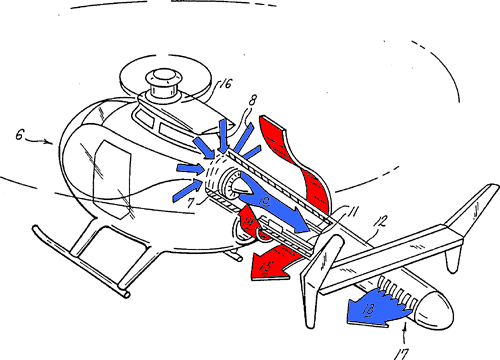
رسم بياني يوضح كيفية مرور تيار الهواء عبر نظام نوتار

بما أن هذا المفهوم الذي يستخدم ظاهرة كواندا، فقد أخذ بعض الوقت لتأتي بشكلها الحالي. وهي فكرة بسيطة الاستخدام لإعطاء تحكم موجه كما يعمل الجناح لإنتاج قوة الرفع، حيث توجد مروحة ذات تأرجح متغير داخل المقطع الخلفي للهيكل وامام صندوق الذيل مباشرة، وتعمل بواسطة علبة التروس. تلك المروحة تزود هواء ذو ضغط منخفض خلال فتحتين على يمين صندوق الذيل مسببة انجراف سفلي من الدوار الرئيسي ليتشبث بصندوق الذيل مسببا برفعها، لهذا فكمية منع عزم الدوران يكون طرديا مع كمية تيار الهواء المجروف من الدوار. ويتم رفع بواسطة الدافع النفاث المباشر والموازن العمودي.

## المحاسن

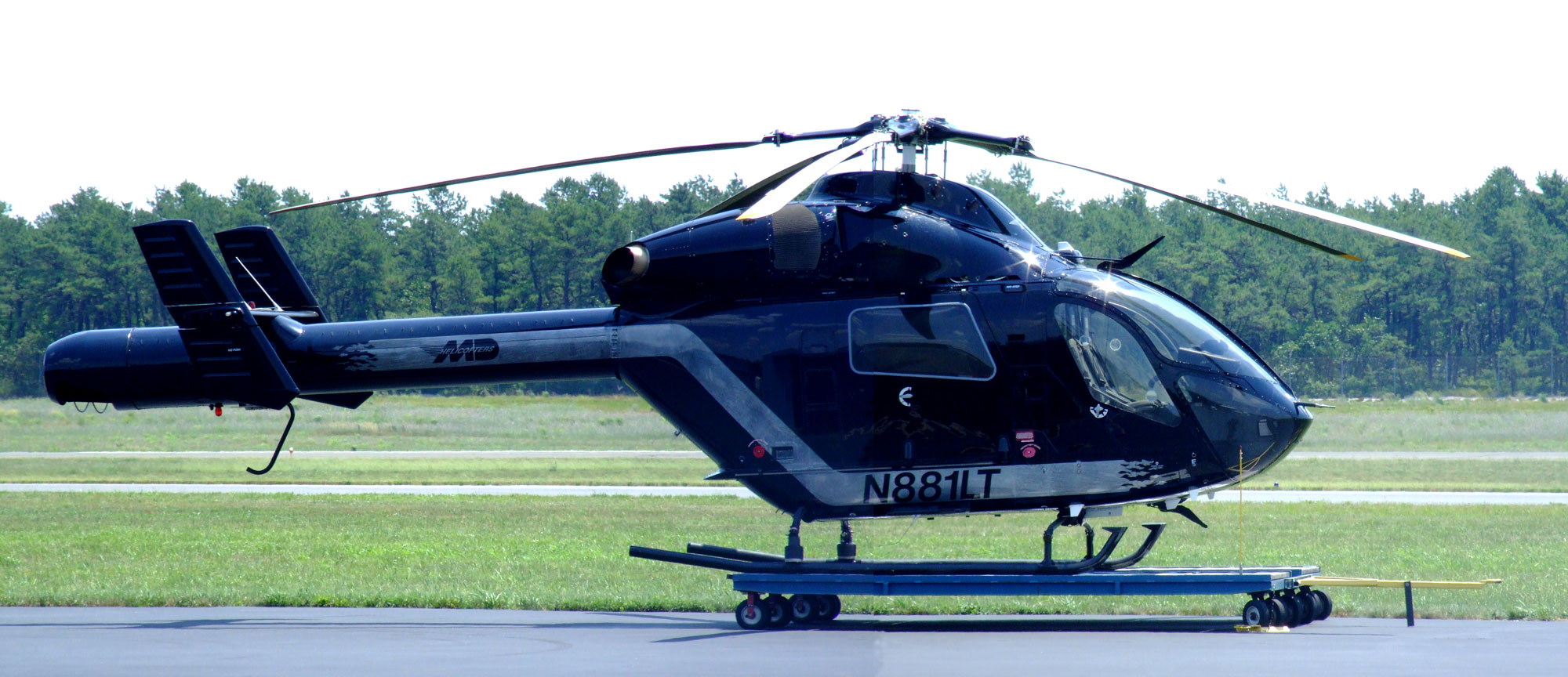
مروحية MD 900

- تقليل الضوضاء

من الميزات لنظام نوتار أو عديمة الذيل الخلفي أن الضوضاء ينخفض بشكل قوي (تعتبر من المروحيات الهادئة). وذلك بسبب أن حوالي 60% من الضوضاء الموجود بالمروحيات التقليدية يكون من تداخل الدوامات الطرفية لأجنحة الدوار الرئيسي مع الدوار الخلفي.
- زيادة بالأمان والدقة

بعض من حوادث المروحيات يكون بسبب احتكاك دوار الذيل مع فروع الأشجار، أو خطوط التيار، مباني أو انشاءات بالأرض، فعزل الدوار الخلفي أزال تلك المخاطر ويجعل بإمكان المروحية عديمة الذيل أن تتداخل بأماكن يصعب على المروحية التقليدية فعلها، «كلإقتراب من الأشجار أو البنايات».
- تقليل الاهتزاز

بما أنه لايوجد تداخل ما بين دوامات الطرف لكل من الدوار الرئيسي والخلفي، إذا فعمل الاهتزاز سينخفض جدا.

## وصلات خارجية
- MD Helicopters
- Cierva W.9